# Sumpålsartade fiskar
Sumpålsartade fiskar (Synbranchiformes) är en ordning i underklassen strålfeniga fiskar som består av tre familjer med tillsammans ungefär 90 arter i 12 släkten. Dessa fiskar lever, med undantag av tre arter som förekommer i bräckigt vatten, i tropiska och subtropiska områden med sötvatten.
Djurgruppen är jämförelsevis outforskad. De har en långsträckt form och liknar ålfiskar.
Ordningens arter finns i stora delar av Afrika, Asien, på de indo-australiska öarna samt i Mexiko, Centralamerika och norra Sydamerika.